# Tile von Kneitlingen
Tile von Kneitlingen, anderer Name auch Tileke oder Dietrich van Cletlinge (* im 14. Jahrhundert in Kneitlingen; † 14. Jahrhundert), war ein welfischer Ministeriale und gilt als mögliches Vorbild für die Sagengestalt Till Eulenspiegel.

## Leben
Tile von Kneitlingen wird um das Jahr 1338 bis 1340 als Tile, Tileke oder Dietrich van Cletlinge in Urkundenbüchern in Braunschweig erwähnt. Er ist laut den Untersuchungen des Bamberger Geschichtsforschers Bernd Ulrich Hucker im Jahr 1339 als Thile van Cletlinge (Kneitlingen) wegen Straßenraubes eingesperrt gewesen. Sein Vater war möglicherweise der Ministeriale Dietrich I. von Kneitlingen, der dem Bischof von Halberstadt diente. Tile und Tileke sind niederdeutsche Diminutive (Kurzformen) des Namens Dietrich. Tile wohnte auf einem sattelfreien Hof neben der Kirche in Kneitlingen. Dieser wird in der jüngeren Neuzeit als „Eulenspiegelhof“ bezeichnet. Er ist baulich als ehemaliger Adelssitz erkennbar. Dem Braunschweiger Eulenspiegelbuch aus dem Jahr 1500 zufolge war dies die Heimat des Thyl Ulenspiegel. Des Weiteren berichtet das Buch, dass dessen Taufpate ein gewisser Thyl von Ütezen gewesen sei. Dieser ist ebenfalls für das Jahr 1265 als „Thidericus de Udesem“ nachgewiesen und die Kämmerer aus Ütze waren mit denen aus Kneitlingen eng verbunden. Diese Indizien sprechen dafür, dass der Knappe „Tile von Kneitlingen“ neben dem Hofnarren „Tyle Ulenspiegel“ aus Mölln als Ursprungsfiguren für die Gestalt aus dem Sagenzyklus angesehen werden können.
Tile von Kneitlingen hatte zwei Söhne, Dietrich (Tileke) und Friedrich (Fricke). Er gehörte einer verarmten Familie des Landadels an und kam so mit dem Gesetz in Konflikt. Er führte einen dreimal von Schwarz und Silber geteilten Schild im Wappen. Zur Ritterwürde gelangte sein Bruder Otto (1308–1344/45). Zudem gab es eine „Ghese van Klettlinge“, die als Magd bei Herzog Magnus diente. Es ist jedoch nicht nachgewiesen, ob sie mit der Uhlenspeyghelschen identisch war, die von 1335 bis 1356 in Braunschweig gelebt hat. Wahrscheinlicher ist es, da die Gleichsetzung mit dem Namen Ulenspielgel wohl erst später stattfand, dass diese aus einer Familie von Lunen aus Soest stammte, die als Ulenspeghel bezeichnet wurde.
Von Kneitlingen ging, ähnlich wie der Held der Sage, in den Jahren zwischen 1333 und 1347 Richtung Osten nach Halberstadt. Dort erhielt er vom Grafen von Regenstein ein Lehen auf der Westerburg bei Dedeleben. Dort und bei Wanzleben befand sich seither der Hauptsitz der Familie. In den Jahren 1338 bis 1340 wurde Tile von Kneitlingen mit weiteren Adligen im Gefolge des Grafen Bernhard von Regenstein in Braunschweig inhaftiert. Zu Lebzeiten trug er den Namen Eulenspiegel nicht, jedoch gab es einen Kobold, der auf Schloss Bernburg und in Mariental so bezeichnet wurde und auf einen Hauskobold des Eulenspiegelhofes zurückgeht.